# 邓家土家族乡
邓家土家族乡是中华人民共和国重庆市巫山县下辖的一个民族乡。

## 行政区划
邓家土家族乡下辖以下村级行政区划单位：
楠木村、池塘村、伍绪村、神树村和邓家村。